# 24-я танковая дивизия (вермахт)
24-я танковая дивизия (нем. 24. Panzer-Division) — тактическое соединение сухопутных войск вооружённых сил нацистской Германии. Принимала участие во Второй мировой войне. Сформирована в ноябре 1941 года, на основе 1-й кавалерийской дивизии.
В память о кавалерийском происхождении дивизии танкисты 24-го танкового полка носили золотисто-жёлтые кавалерийские канты вместо положенных розовых танковых. Также в дивизии сохранялись традиционные кавалерийские звания: ротмистр вместо капитана и вахмистр вместо фельдфебеля. Дивизия также сохранила неофициальное прозвище «Скачущий всадник» и эмблему (на илл.).

## Боевой путь дивизии
С мая 1942 года — на Восточном фронте, в составе 4-я танковой армии (ком. Герман Гот). В ходе операции «Блау» вела наступление на Воронеж, вела бои в излучине Дона, наступала от Дона к Сталинграду. Участвовала в Сталинградской битве. В январе 1943 года — уничтожена в сталинградском котле. 
Вновь сформирована в апреле 1943 года, на территории Франции. С ноября 1943 года — вновь на Восточном фронте, в районе Днепра.
В начале 1944 года — бои в центральной Украине (оборона Никопольского плацдарма с 29 декабря 1943 г. по 21 февраля 1944 г. ), затем — бои в Румынии (в районе Ясс). В августе-сентябре 1944 — бои в южной Польше, в октябре-ноябре — в Венгрии, с декабря 1944 — в Словакии.
В феврале 1945 года — дивизия переброшена в Восточную Пруссию. В апреле 1945 — остатки дивизии эвакуированы морским транспортом в Шлезвиг (северная Германия), где после капитуляции Германии взяты в британский плен.

## Состав дивизии
В 1942 году:
- 24-й танковый полк
- 24-я стрелковая бригада
  - 21-й стрелковый полк
  - 26-й стрелковый полк
- 4-й мотоциклетный батальон
- 89-й артиллерийский полк
- 40-й противотанковый артиллерийский дивизион
- 40-й сапёрный батальон
- 86-й батальон связи

В 1943 году:
- 24-й танковый полк
- 21-й моторизованный полк
- 26-й моторизованный полк
- 89-й артиллерийский полк
- 24-й разведывательный батальон
- 40-й противотанковый артиллерийский дивизион
- 283-й зенитный артиллерийский дивизион
- 40-й сапёрный батальон
- 86-й батальон связи
- 89-й полевой запасной батальон

С января 1945 г. дивизии был подчинён 9-й пехотный полк, выведенный из состава 23-й пехотной дивизии.

## Командиры дивизии
- С 28 ноября 1941 — генерал-майор Курт Фельдт
- С 15 апреля 1942 — генерал-майор Бруно риттер фон Хауеншильд[англ.]
- С 15 сентября 1942 — генерал-майор (с января 1943 — генерал-лейтенант) Арно фон Ленски (взят в советский плен)
- С 1 марта 1943 — генерал-майор (с мая 1944 года — генерал-лейтенант) Максимилиан райхсфрайхерр фон Эдельсхайм
- С 1 августа 1944 — генерал-майор Густав-Адольф фон Ностиц-Вальвиц
- С 25 марта 1945 — майор Рудольф фон Кнебель-Дёбериц

## Награждённые Рыцарским крестом Железного креста

### Рыцарский Крест Железного креста (42)
- Зигфрид Фрейер, 23.07.1942 — вахмистр, командир взвода 4-й роты 24-го танкового полка
- Герхард Шёнфельд, 25.08.1942 — обер-лейтенант, командир 3-й роты 40-го сапёрного батальона
- Фридрих фрайхерр фон Бройх, 29.08.1942 — полковник, командир 24-й стрелковой бригады
- Дитрих фон дер Ланкен, 29.10.1942 — майор, командир 3-го батальона 24-го танкового полка
- Фолльрат фон Хеллерманн, 21.11.1942 — оберстлейтенант, командир 21-го моторизованного полка
- Георг Кёлер, 03.01.1943 — лейтенант резерва, командир 3-й роты 26-го моторизованного полка
- Пауль Маркграф, 03.01.1943 — обер-лейтенант, командир 40-го противотанкового артиллерийского дивизиона
- Эрнст Нойфельд, 03.01.1943 — обер-фельдфебель, командир взвода 2-й роты 4-го мотоциклетного батальона
- Герхард Тиль, 20.01.1943 — ротмистр, командир 3-го батальона 24-го танкового полка
- Хильд-Вильфрид фон Винтерфельд, 22.01.1943 — оберстлейтенант, командир 1-го батальона 24-го танкового полка
- Ганс Циммерманн, 22.01.1943 — капитан, командир 8-й роты 26-го моторизованного полка
- Эрнст-Хассе фон Лангенн-Штайнкеллер, 09.06.1944 — ротмистр, командир 24-го разведывательного батальона
- Густав-Адольф фон Ностиц-Вальвиц, 12.06.1944 — полковник, командир 89-го артиллерийского полка
- Фридрих Заламон, 20.07.1944 — штабсарцт (капитан медицинской службы) резерва, батальонный врач 2-го батальона 26-го моторизованного полка
- Карл-Хайнц Теш, 27.07.1944 — штабс-ефрейтор, заместитель командира отделения 7-й роты 26-го моторизованного полка
- Густав Коллер, 08.08.1944 — обер-ефрейтор, командир отделения 1-й роты 21-го моторизованного полка
- Карл-Бернхард Венцель, 12.08.1944 — обер-лейтенант, командир 12-й роты 24-го танкового полка
- Йозеф Колльхофер, 14.08.1944 — обер-ефрейтор, командир орудия 4-й роты 26-го моторизованного полка
- Рудольф Кале, 02.09.1944 — капитан, командир 40-го сапёрного батальона
- Альфред Даннебаум, 17.09.1944 — ротмистр, командир 24-го разведывательного батальона
- Эрвин Крюгер, 17.09.1944 — обер-фенрих, командир разведывательного патруля 24-го разведывательного батальона
- Эрих Штаба, 21.09.1944 — лейтенант, командир 1-го эскадрона 89-го полевого запасного батальона
- Пауль Бёттхер, 30.09.1944 — обер-вахмистр, командир 2-го эскадрона 89-го полевого запасного батальона
- Георг Хюнгер, 06.10.1944 — обер-лейтенант резерва, командир 1-го батальона 26-го моторизованного полка
- Эгон Райфнер, 16.11.1944 — обер-лейтенант, командир 3-й роты 40-го сапёрного батальона
- Карл-Аугуст фрайхерр фон Бюлов, 12.12.1944 — полковник, командир 24-го танкового полка
- Юлиус Пёппель, 31.12.1944 — вахмистр, командир взвода 5-й роты 26-го моторизованного полка
- Фридрих Рааф, 18.01.1945 — лейтенант, командир 7-й роты 21-го моторизованного полка
- Дитрих-Зигварт фон Бонин, 18.02.1945 — ротмистр резерва, командир 1-го батальона 21-го моторизованного полка
- Ганс Тильманн, 18.02.1945 — майор, командир 1-го батальона 26-го моторизованного полка
- Георг Хёне, 18.02.1945 — майор, командир 26-го моторизованного полка
- Вольфганг Кульс, 24.02.1945 — ротмистр, командир 3-го батальона 24-го танкового полка
- Эрнст Брандес, 05.03.1945 — лейтенант резерва, командир 6-й роты 9-го пехотного полка
- Рольф Мор, 05.03.1945 — унтер-офицер, командир отделения 1-й роты 26-го моторизованного полка
- Герман Блюме, 11.03.1945 — ротмистр, командир 24-го разведывательного батальона
- Герман Хольц, 14.04.1945 — обер-фельдфебель, командир 3-й роты 9-го пехотного полка
- Ганс-Эгон фон Айнем, 11.05.1945 — полковник, командир 21-го моторизованного полка (награждение не подтверждено)
- Вилли Бахор, 11.05.1945 — обер-вахмистр, командир взвода 12-й роты 24-го танкового полка
- Рудольф фон Кнебель-Дёбериц, 11.05.1945 — майор Генерального штаба, начальник оперативного отдела штаба 24-й танковой дивизии
- Хайнц Отт, 11.05.1945 — обер-вахмистр, командир взвода 12-й роты 24-го танкового полка
- Рудольф Тессенов, 11.05.1945 — вахмистр 11-й роты 24-го танкового полка (награждение не подтверждено)
- Хуберт Плац, 11.05.1945 — майор, командир 89-го артиллерийского полка

### Рыцарский Крест Железного креста с Дубовыми листьями (4)
- Бруно риттер фон Хауэншильд (№ 129), 27.09.1942 — генерал-майор, командир 24-й танковой дивизии
- Максимилиан райхсфрайхерр фон Эдельсхайм (№ 162), 23.12.1942 — полковник, командир 26-го моторизованного полка
- Георг Михаэль (№ 187), 25.01.1943 — обер-лейтенант, командир 2-го батальона 26-го моторизованного полка
- Рудольф Триттель (№ 799), 23.03.1945 — оберстлейтенант, командир 9-го пехотного полка

### Рыцарский Крест Железного креста с Дубовыми листьями и Мечами
- Максимилиан райхсфрайхерр фон Эдельсхайм (№ 105), 23.10.1944 — генерал-лейтенант, командир 24-й танковой дивизии